# František Herczan
František Herczan (ur. 5 kwietnia 1735 w Pradze, zm. 1 czerwca 1804 w Wiedniu) – czeski kardynał w służbie austriackich Habsburgów.

## Życiorys
Studia ukończył w Rzymie na Papieskim Uniwersytecie Gregoriańskim, uzyskując doktorat z teologii (1757). W 1758 przyjął święcenia kapłańskie. Następnie został mianowany ambasadorem austriackim wobec Stolicy Apostolskiej. W 1779 papież Pius VI uczynił go kardynałem i powierzył obowiązki protektora Rzeszy Niemieckiej i dziedzicznych krajów Habsburgów. Na konklawe 1799–1800 zgłosił weto cesarza Franciszka II wobec kandydatur kardynałów Carlo Bellisomi i Hyacinthe Sigismond Gerdil. W maju 1800 został biskupem Szombathely na Węgrzech. Zmarł w wieku 69 lat.